# 英格斯莱本
英格斯莱本是德国萨克森-安哈尔特州的一个市镇。总面积31.28平方公里，总人口1472人，其中男性753人，女性719人（2011年12月31日），人口密度47人/平方公里。